# Habitatge al carrer Manlleu, 28 (Vic)
L'Habitatge al carrer Manlleu, 28 és una obra de Vic (Osona) inclosa a l'Inventari del Patrimoni Arquitectònic de Catalunya.

## Descripció
Edifici civil. Casa entre mitgeres que fa xamfrà entre dos carrers. Consta de PB i tres pisos i està coberta a diversos nivells. A la planta hi ha un gros portal rectangular i una porteta petita tot protegit per una tauleta (construcció recent) de pissarra. Al 1er.p. i 2n sobresurten tribunes poligonals, situades a l'angle, i cobertes per una teuladeta amb cornisa. A les golfes i damunt la tribuna s'hi obren dues finestres geminades i d'arc de mig punt. Als laterals hi ha poques obertures i estan repartides de forma escadussera.
L'estat de conservació es mitjà. Hi ha alguns elements que desmereixen l'estructura primitiva de l'edifici.

## Història
Situat segurament sobre un edifici primitiu que hja existia al S.XVIII fou reformada segurament cap al 1942. Presenta elements totalment racionalistes com l'edifici Antoni Sala que té just en front.
En l'antic camí itinerant que comunicava la ciutat amb el sector nord i fent cantonada amb el C/ Nou que fou el primer carrer de l'eixample barroca de Morató.